# Joseph Kimhi
Joseph ben Isaac Kimhi (hébreu : יוסף קמחי ; provençal/shuadit : Maistre Petit), dit le RIQaM (Rabbi Yosseph QiMhi) est un rabbin, poète, grammairien, exégète biblique et traducteur provençal du XIIe siècle (1105 – 1170).

## Éléments biographiques
Né dans le Sud de l'Espagne, il est forcé de s'exiler à la suite de la conquête almohade et de la politique d'intolérance religieuse qui l'accompagne. Il s'établit à Narbonne, où il a probablement passé le reste de ses jours. Il y a probablement rencontré Abraham ibn Ezra, que ses pérégrinations avaient conduit à Narbonne en 1160. L'œuvre de Joseph Kimhi montre en effet quelque influence du grammairien, tandis qu'Ibn Ezra cite parfois les opinions de Joseph, notamment dans ses commentaires bibliques.
La tradition selon laquelle il serait enterré à Mayence est fortement douteuse.
Arrivé sans ressources, il assure sa subsistance comme maître, outre ses activités littéraires. Parmi ses nombreux étudiants, seuls quelques-uns sont connus : outre son fils Moshé, on mentionne Joseph ben Meïr Zabara, Menahem Ben Simeon de Posquières, et Salomon ben Isaac HaNessiah. Son second fils, David peut également être compté au nombre de ses disciples : bien qu'il ne fût qu'un enfant à la mort de son père, il avait un accès de première main aux livres de son père, et a été formé par son frère aîné, Moshé.

## Œuvre

### Grammaire et lexicographie hébraïques
Les principaux travaux du Riqam en la matière sont le Sefer Zikkaron (publié par Bacher, Berlin, 1888) et le Sefer HaGalouï (publié par Matthews, Berlin, 1887).

#### Sefer Zikkaron
Le Sefer Zikkaron est une présentation systématique des systèmes de Juda ben David Ḥayyuj et Yona ibn Jannah, Joseph Kimhi empruntant au premier son traitement du sujet et au second ses explications des mots. Il n'est original que sur des points mineurs, qui influenceront néanmoins les générations. Il est ainsi le premier à reconnaître que la forme hif'il peut aussi avoir une signification intransitive et réfléchie, à élaborer une liste de formes nominales, à indiquer huit classes de verbes, et, surtout, à classifier les voyelles en un système de cinq courtes et cinq longues, outre le sheva, s'inspirant en cela de la grammaire latine (de). 
Il considère qu'au qamatz gadol (ָ) correspond le pataḥ gadol (ַ), au tzere (ֵ) le segol (ou patah qatan ֶ), au ḥolem (וֹ, ֹ) le qamatz qatan (ֳ), au shourouq avec waw (וּ) le shorouq sans waw et le qouboutz sefatayim (ֻ), au ḥiriq avec yod (יִ) le ḥiriq sans yod (ִ). Il en établit également les règles de prononciation : une voyelle longue n'est pas allongée si l'accent tonique est près d'elle, mais le devient si la lettre qui la suit est vocalisée par un sheva ; les voyelles courtes ne sont quant à elles pas courtes lorsqu'elles sont suivies d'une lettre laryngale mobile.
Le système de Joseph Kimhi consiste, contrairement au système massorétique des « sept rois, » qui distingue sept voyelles sur base qualitative, à cinq voyelles différenciées qualitativement (a, e, i, o, u) et par un contraste quantitatif (long / court). Cette théorie, bien que considérée par certains comme quelque peu forcée, est enseignée dans les manuels d'hébreu jusqu'à nos jours.

#### Sefer HaGalouï
Le Sefer HaGalouï est écrit en réaction aux Hakhraot de Rabbenou Tam. Celui-ci, considéré comme le plus grand talmudiste et décisionnaire de son temps, s'est penché sur la controverse linguistique entre Menahem ben Sarouq et Dounash ben Labrat qui s'est tenue à Cordoue deux siècles plus tôt, et a rédigé lesdites Hakhraot, dans lesquelles il tranche en faveur de Menahem. Or, pour le Riqam, le système de celui-ci est dépassé par la science philologique judéo-andalouse, et comporte de plus de nombreuses erreurs.
Le Sefer HaGalouï est divisé en deux parties, la première traitant des divergences entre Menahem et Dounash, la seconde comprenant des critiques indépendantes du dictionnaire de Menahem. Dans l'introduction, Joseph Kimhi s'excuse par avance d'avoir contredit une autorité aussi éminente que Rabbenou Tam, pressentant par ailleurs, avec raison, que beaucoup l'attaqueront pour ce seul fait, outre ses conclusions grammaticales.
Par rapport à Abraham ibn Ezra, qui fut l'autre grand propagateur de la philologie hébraïque au temps de Joseph Kimhi, ce dernier fait montre d'une moins grande érudition. Cependant, ses travaux sont bien plus systématiquement présentés et adaptés à l'enseignement que ceux d'Ibn Ezra, et auront en conséquence exercé une influence plus importante.
Dans ses travaux, Joseph Kimhi fait particulièrement attention au langage de la liturgie. Il cherche, dans ses explications étymologiques, des analogies dans la Bible, le Talmud, les Targoumim et l'arabe, ne se fiant au principe que « l'inconnu doit être déduit du connu » que dans les cas où sa recherche étymologiques est incomplète ou insatisfaisante. Il lui arrive également d'expliquer les mots difficiles sur base des lois phonétiques qu'il a lui-même établies.

### Exégèse
De ses œuvres exégétiques, qui couvraient pratiquement l'ensemble de la Bible hébraïque, seules quelques-unes ont été préservées. Le Sefer ha-Torah, un commentaire sur le Pentateuque, le Sefer ha-Miqnah, un commentaire sur les Livres prophétiques et le Ḥibbour ha-Leḳeṭ, dont le contenu est inconnu, sont cités par des auteurs contemporains et ultérieurs. Son commentaire sur le Cantique des Cantiques a été préservé en manuscrit, et celui sur les Proverbes a été publié par Bär Dubrowo sous le titre de Sefer Ḥouḳḳa (Breslau, 1868) ; des variantes de cette impression de qualité médiocre sont données par Eppenstein (in Zeitung für Hebräische Bibel vol. v. p. 143 et suiv.). Un fragment de son commentaire sur le Livre de Job a été publié par Israël Schwarz dans son Tiḳwat Enosh (Berlin, 1868), le reste ayant été publié par Eppenstein (in Revue des études juives vol. xxxvii. p. 86 et suiv.). Les travaux grammaticaux du Riqam contiennent aussi de nombreuses notes exégétiques.
Sa démarche est le plus souvent l'élucidation du peshat, le sens simple du texte hébreu, en se basant sur l'analyse grammaticale, et celle du contexte. Elle est de fait diamétralement opposée à la lecture christologique des textes, qui met l'accent sur l'allégorie. Il suit en outre fréquemment l'école espagnole, parsemant son exégèse de réflexions philosophiques contemporaines sans toutefois « lire » dans le Texte les connaissances scientifiques de son temps.
Ses explications sont courtes et sobres. Bien qu'il lui arrive de critiquer certaines interprétations de ses prédécesseurs, qu'il juge inacceptables, il accepte celles qui lui semblent correctes.

### Poésie
Joseph Kimhi s'est également essayé à la poésie liturgique, écrivant dans une langue élégante, mais sans la puissance évocatrice des grands poètes espagnols. Il demeure néanmoins l'un des grands poètes de Provence, et ses poèmes ont été bien accueillis par les générations ultérieures, qui les ont fréquemment cités.

### Traductions
Bien que moins réputé dans le domaine que Juda ibn Tibbon, Joseph Kimhi a été l'un des adaptateurs de la littérature judéo-arabe à la langue hébraïque, traduisant les Hovot HaLevavot de Baḥya ibn Paḳuda et réécrivant le Mibḥar ha-Peninim de Salomon ibn Gabirol sous forme métrique, l'ouvrage étant intitulé Sheḳel ha-Kodesh.
Seule une partie de la traduction des Hovot HaLevavot a été publiée par Adolf Jellinek (en), dans l'édition Benjacob de la traduction du livre par Ibn Tibbon (Leipzig, 1846) ; le Sheḳel demeure à l'état de manuscrit.
Là aussi, Joseph Kimhi est davantage préoccupé par l'élégance de l'expression que par la fidélité au texte original. La traduction porte la marque de son propre esprit, et il éclipse souvent la pensée de l'auteur. Cependant, ses traductions ont contribué à une meilleure compréhension des auteurs arabes, et peut donc être considérée comme un supplément aux travaux des Tibbonides.

### Disputations
Enfin, Joseph Kimhi a participé à plusieurs débats publics avec le clergé catholique, durant lesquels il mit en évidence sa propre méthode de lecture des textes bibliques.
Son Livre de l'Alliance (hébreu : ספר הברית Sefer HaBerit), écrit à la demande de l'un de ses élèves, est l'un des premiers pamphlets juifs anti-chrétiens. Recensant les passages prophétiques permettant de confondre ceux qui ne croient pas à la Torah, il vise aussi à réfuter certaines interprétations chrétiennes anti-juives, et se présente sous la forme d'un dialogue entre deux Juifs, l'un étant fidèle à la tradition, l'autre ayant apostasié.
Le Juif fidèle affirme que la véritable religion juive peut être reconnue par la conduite morale de l'individu, tous les Juifs visant à conformer leur conduite au Décalogue ; par conséquent, ils n'honorent nul autre que Dieu, ne parjurent pas, n'assassinent pas et ne volent pas. Leurs enfants sont élevés dans la crainte de Dieu, leurs femmes sont chastes, ils entretiennent l'hospitalité entre eux, font des œuvres de charité, rachètent leurs frères tombés en captivité, toutes ces qualités ne se retrouvant pas à un tel point chez les non-Juifs. L'apostat ne le nie pas, mais affirme que les Juifs exercent des taux d'intérêt élevés. Le Juif fidèle lui répond que l'usure est également pratiquée par des non-Juifs, et qu'ils imposent leurs coreligionnaires, alors que les Juifs fortunés prêtent à leurs frères pauvres sans le moindre intérêt.
Ce livre, dont une partie a été publiée dans le Milḥemet Ḥobah (Constantinople, 1710), montre la condition morale des Juifs de ce temps en Provence, où ils pouvaient s'exprimer librement non seulement par rapport au judaïsme, mais aussi par rapport à la religion de leurs voisins.

## Source
Cet article contient des extraits de l'article « ḲIMḤI » par Richard Gottheil, Caspar Levias, Joseph Jacobs & S. Levy de la Jewish Encyclopedia de 1901–1906 dont le contenu se trouve dans le domaine public.